# 樺太庁大泊中学校
旧制樺太庁大泊中学校（きゅうせいからふとちょう おおどまりちゅうがっこう）は、1912年（明治45年）、樺太に設立された旧制中学校である。

## 概要
歴史
1912年（明治45年）に設置された「樺太庁中学校」を前身とする。旧制中等教育学校としては樺太で初めて設置された。
校訓
- 一. 質実剛健なれ
- 一. 明朗豁達なれ
- 一. 志操を高潔にせよ

所在地
大泊郡大泊町

## 沿革
- 1912年（明治45年）
  - 4月1日 - 「樺太庁中学校」が設置される。
  - 5月1日 - 授業を開始。
  - 5月25日 - 開校式を挙行。
- 1918年（大正7年）4月 - 小学校教員講習所が併設される。
- 1925年（大正14年）
  - 4月20日 - 樺太庁豊原中学校の新設により、「樺太庁大泊中学校」に改称（樺太庁令第11号）。
  - 8月 - 皇太子（後の昭和天皇）が樺太行啓の際に来校。
- 1939年（昭和14年）4月1日 - 併設の小学校教員講習所が樺太庁師範学校として独立。
- 1945年（昭和20年）8月11日 - ソ連軍の侵攻により消滅する。

## 歴代校長
- 初代 - 太田達人（1912年（明治45年）5月1日 - 1921年（大正10年）2月8日までの8年9ヶ月間）- （前）秋田県立横手中学校校長　（後）依願退職
- 第2代 - 柴山槐郎（1921年（大正10年）3月27日 - 1925年（大正14年）2月6日までの3年11ヶ月間）- （前）大分県立大分中学校校長　（後）富山県立富山中学校校長
- 第3代 - 堀辰巳（1925年（大正14年）2月27日 - 1931年（昭和6年）6月8日までの6年4ヶ月間）- （前）樺太庁大泊中学校教諭　（後）退職
- 第4代 - 藤田弘一（1931年（昭和6年）6月30日 - 1934年（昭和9年）5月3日までの2年11ヶ月間）- （前）樺太庁真岡中学校校長　（後）退職
- 第5代 - 瓜田友衛（1934年（昭和9年）5月 - 1939年（昭和14年））- （前）樺太庁真岡中学校校長　（後）樺太庁豊原中学校校長
- 第6代 - 中江時助（1939年（昭和14年）- 1942年（昭和17年））
- 第7代 - 横山賢市（1942年（昭和17年）- ）

## 関連事項
- 旧制中等教育学校の一覧 (旧外地)